# Paleoarcaico

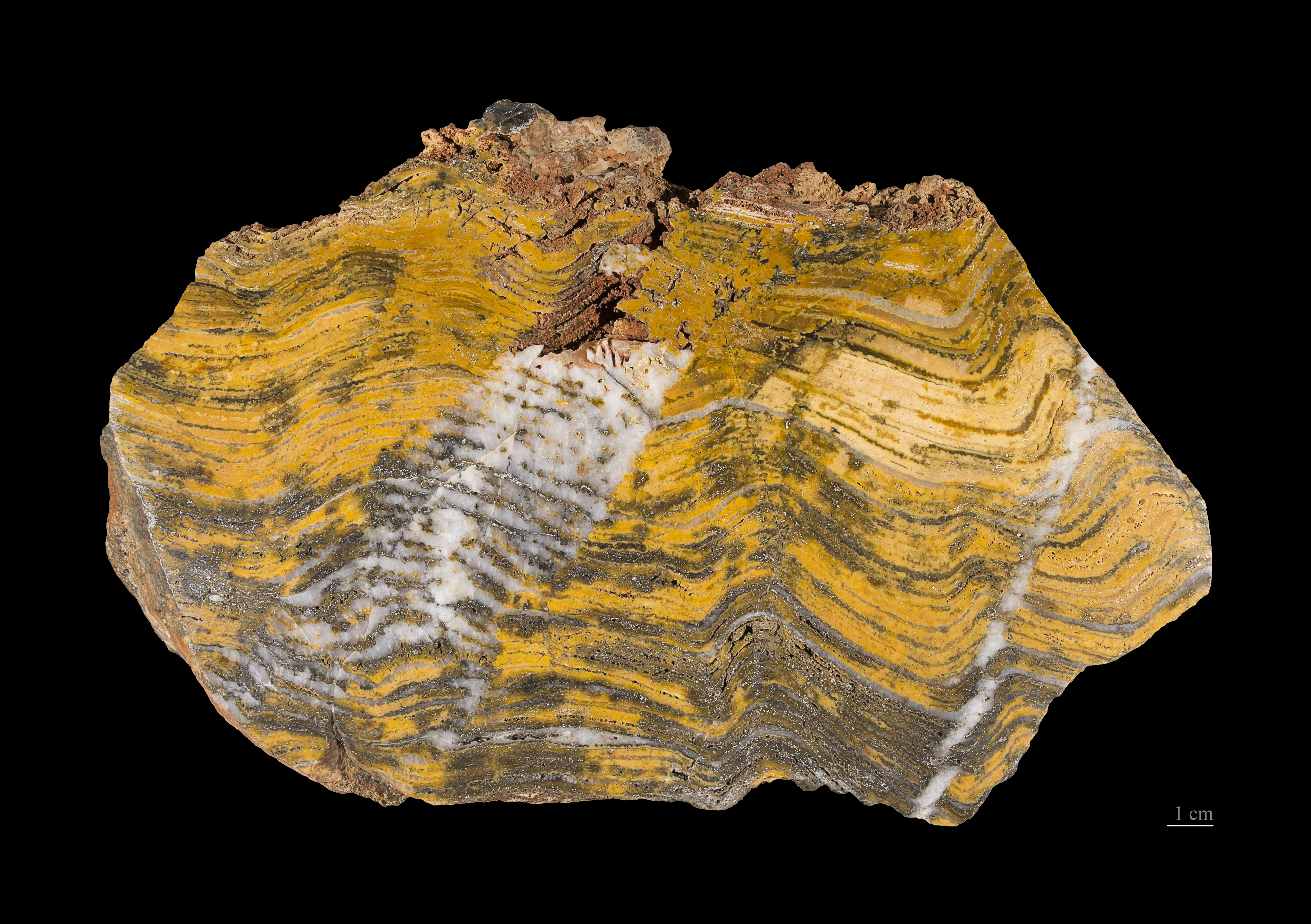
Estromatolitos - Pilbara cratón - Australia Occidental

El Paleoarcaico o Paleoarqueano es la segunda era y eratema del eón y eonotema Arcaico de la escala temporal geológica. Comenzó hace 3600 millones de años y terminó hace 3200 millones de años, durando 400 millones de años. La unidad se define cronométricamente, no está referenciado a un determinado estratotipo de roca de la Tierra (GSSP). Las formas de vida reconocibles más antiguas (microfósiles bien conservados de bacterias de hace más de 3.460 millones de años encontrados en Australia Occidental) proceden de esta era. Los estromatolitos se comienzan a formar hace 3500 millones de años,  si bien se duda de que los más antiguos tengan un origen microbiano.
En esta época las bacterias comienzan con la fotosíntesis, que inicialmente era anoxigénica, por lo que no desprende oxígeno. En la actualidad, las bacterias verdes del azufre y no del azufre, y las bacterias púrpura realizan este tipo de fotosíntesis. No sería hasta la Era Neoarcaica, hace unos 2800 millones de años, cuando surjan los primeros organismos capaces de realizar la fotosíntesis oxigénica (como las cianobacterias) y comiencen a liberar oxígeno molecular al medio ambiente. El campo magnético terrestre, apareció en esta era, hace 3450 millones de años. 
| Supereón    | Eón Eonotema     | Era Eratema                | Periodo Sistema            | Inicio, en millones de años |
| ----------- | ---------------- | -------------------------- | -------------------------- | --------------------------- |
| Precámbrico | Proterozoico     | Neo- proterozoico          | Ediacárico Ediacariano     | ~635                        |
| Precámbrico | Proterozoico     | Neo- proterozoico          | Criogénico Criogeniano     | ~720                        |
| Precámbrico | Proterozoico     | Neo- proterozoico          | Tónico Toniano             | 1000                        |
| Precámbrico | Proterozoico     | Meso- proterozoico         | Esténico Steniano          | 1200                        |
| Precámbrico | Proterozoico     | Meso- proterozoico         | Ectásico Ectasiano         | 1400                        |
| Precámbrico | Proterozoico     | Meso- proterozoico         | Calímico Calymmiano        | 1600                        |
| Precámbrico | Proterozoico     | Paleo- proterozoico        | Estatérico Statheriano     | 1800                        |
| Precámbrico | Proterozoico     | Paleo- proterozoico        | Orosírico Orosiriano       | 2050                        |
| Precámbrico | Proterozoico     | Paleo- proterozoico        | Riásico Rhyaciano          | 2300                        |
| Precámbrico | Proterozoico     | Paleo- proterozoico        | Sidérico Sideriano         | 2500                        |
| Precámbrico | Arcaico Arqueano | Neoarcaico Neoarqueano     | Neoarcaico Neoarqueano     | 2800                        |
| Precámbrico | Arcaico Arqueano | Mesoarcaico Mesoarqueano   | Mesoarcaico Mesoarqueano   | 3200                        |
| Precámbrico | Arcaico Arqueano | Paleoarcaico Paleoarqueano | Paleoarcaico Paleoarqueano | 3600                        |
| Precámbrico | Arcaico Arqueano | Eoarcaico Eoarqueano       | Eoarcaico Eoarqueano       | 4031±3                      |
| Precámbrico | Hádico Hadeano   | Hádico Hadeano             | Hádico Hadeano             | 4567                        |